# SMR (hersengolf)
SMR-golven zijn hersengolven die een frequentiebereik van 12 tot 16 Hz hebben en een indicatie voor het aanwezig zijn van fysieke rust en sensomotorische bewustzijn.
Ze waren vroeger deel van het bèta-golvenfrequentiebereik in een elektro-encefalogram en behoren nu tot het bèta1-hersengolvenfrequentiebereik.
Ze worden gemeten bij het nemen van een EEG en gebruikt bij neurofeedback.
Ze hebben bijgedragen tot de ontdekking van het feit epilepsie hiermee kon gestabiliseerd worden.

## Oplossing voor epilepsie ontdekt door Sterman gebaseerd op SMR
Tijdens een training werd bij katten een elektrode in de sensorimotorische hersenschors ingeplant, en Sterman stelde vast dat de bèta1-activiteit (SMR) en ritmische reeksen in de centrale hersenschorsgebieden verschenen, die een verwantschap vertonen met de slaapspoelen die slaapfasen stabiliseren. Bovendien toonde Sterman aan dat bij deze getrainde katten het aantal slaapspoelen in de lichte slaap die de diepe slaap voorafgaat duidelijk toegenomen waren.
In een tweede onderzoeksfase ging Sterman rechtstreeks dit sensorimotorisch ritme (SMR) trainen bij katten met neurofeedback: op momenten dat het gewenste ritme optrad, werd de kat beloond met voedsel. Op die manier slaagde Sterman erin dit ritme te versterken, wat leek gepaard te gaan met een toestand van interne inhibitie.
Toevallig leidden deze resultaten tot de ontdekking naar dat epilepsie hiermee genormaliseerd kon worden. Wat anderzijds niet helemaal onverwacht was, omdat men weet dat epilepsie en slaap/waakstabiliteit nauw verweven zijn.